# Diana Hillebrand

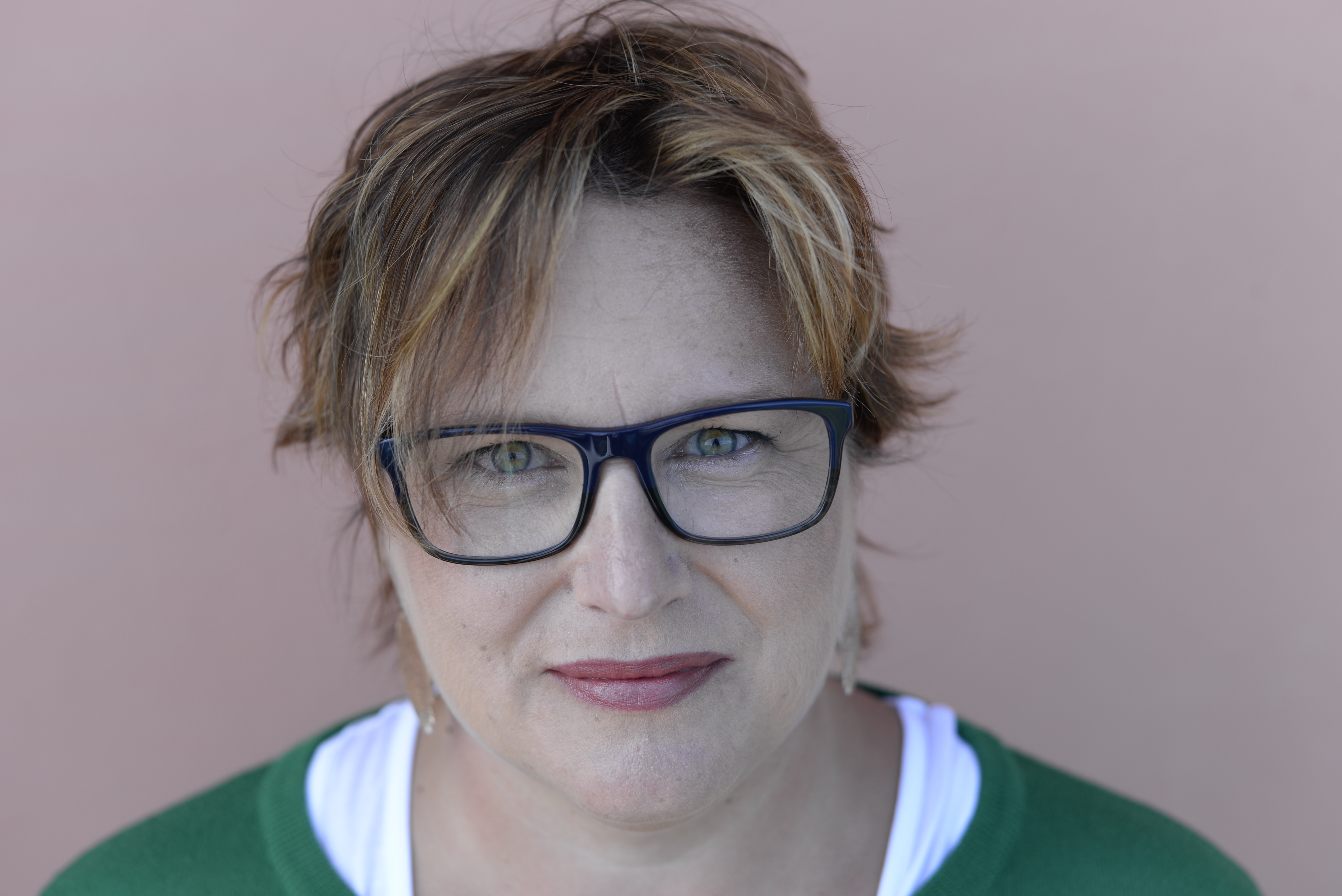
Diana Hillebrand

Diana Hillebrand (* 11. Dezember 1971 in Lohr am Main) ist eine deutsche Schriftstellerin und Dozentin für Kreatives Schreiben. Sie lebt und arbeitet in München.

## Leben
Diana Hillebrand wuchs in Plettenberg auf. Nach ihrer Schulzeit zog sie nach Bayern. In München absolvierte sie eine Ausbildung zur Rechtsanwaltsfachangestellten und arbeitete in verschiedenen Rechtsanwaltskanzleien als Büroleitung. Sie gehörte dem Prüfungsausschuss der Rechtsanwaltskammer München an und gab dort auch Fachseminare für juristische Mitarbeiter.
18 Jahre lang war sie aktives Mitglied einer Münchner Autorengruppe, die von einer Lektorin betreut wurde. In dieser Zeit entstanden ihre ersten Texte. Außerdem trat die Gruppe regelmäßig in Lesungen auf. 2006 machte Hillebrand sich als freie Autorin selbständig und gründete in München die WortWerkstatt SCHREIBundWEISE als Schreibwerkstatt.
Im Jahr 2011 erschien ihr erstes Kinderbuch Paula, die Tierpark-Reporterin, dem drei weitere Kinderbücher folgten. Im Januar 2018 erhielt ihr Buch Hannah lüftet Friedhofsgeheimnisse die Auszeichnung LesePeter der Arbeitsgemeinschaft Jugendliteratur und Medien der GEW. Darüber hinaus erschienen ihre Schreibratgeber "Heute schon geschrieben?", die vom Literaturcafé als neues Standardwerk bezeichnet wurden. Sie hat außerdem einige Kurzgeschichten für Anthologien verfasst, die im dtv Verlag erschienen sind. Regelmäßig schreibt sie Fachartikel für die Autorenzeitschrift Federwelt. Von 2006 bis 2016 leitete sie den Literaturtreff in München, der vom Kulturreferat der Stadt München gefördert wurde. 2017 erschien ihr Buch Zuhause im Café.
Hillebrand ist Mitglied im Verband deutscher Schriftstellerinnen und Schriftsteller (VS), der DeLiA – Vereinigung deutschsprachiger Liebesroman-Autoren und -Autorinnen und der Montségur-Autorenvereinigung.

## Auszeichnungen
- 2018: LesePeter der Arbeitsgemeinschaft für Jugendliteratur und Medien der GEW – für Hannah lüftet Friedhofsgeheimnisse

## Werke
Bücher
- Zuhause im Café. Coffee-Table-Book, Volk Verlag, München 2017, ISBN 978-3-86222-249-0.

Kinderbücher
- Paulas wilde Weihnachtsjagd. Volk Verlag, München 2016, ISBN 978-3-86222-218-6.
- Hannah lüftet Friedhofsgeheimnisse. Kösel Verlag (Random House), München 2016, ISBN 978-3-466-37164-8.
- München-Touren auf Paulas Spuren. Stadtführer, Volk Verlag, München 2014, ISBN 978-3-86222-112-7.
- Bienenhaus und Wasserrad. Volk Verlag, München 2013, ISBN 978-3-86222-121-9.
- Das Geheimnis der Türen.  Volk Verlag, München 2013, ISBN 978-3-86222-120-2.
- Paula und die geheimnisvolle Miss Bloom. Volk Verlag, München 2012, ISBN 978-3-86222-087-8.
- Paula, die Tierparkreporterin. Volk Verlag, München 2011, ISBN 978-3-86222-019-9.

Kurzgeschichten
- Große Amore. dtv Verlag, München 2018, ISBN 978-3-423-21725-5, Hrsg. Karoline Adler.
- Goldene Stunde.  dtv Verlag, München 2018, ISBN 978-3-423-21725-5, Hrsg. Karoline Adler.
- Das letzte seiner Art. dtv Verlag, München 2016, ISBN 978-3-423-21655-5, Hrsg. Karoline Adler.
- Blau. Kurzgeschichte, dtv Verlag, München 2015, ISBN 978-3-423-21589-3, Hrsg. Karoline Adler.

Ratgeber
- Heute schon geschrieben? Uschtrin Verlag, Inning am Ammersee 2015, ISBN 978-3-932522-19-2.
- Heute schon geschrieben? 10 E-Books, dotbooks Verlag, München 2014, ISBN 978-3-95520-358-0.

Fachartikel
- Heute schon geschrieben? – Die richtige Erzählperspektive finden(2). In: Federwelt. Nr. 120, 10/2016.
- Heute schon geschrieben? – Die richtige Erzählperspektive finden(1). In: Federwelt. Nr. 119, 08/2016.
- Heute schon geschrieben? – Figuren entwickeln. In: Federwelt. Nr. 118, 06/2016.
- Heute schon geschrieben? – Normseite einrichten. In: Federwelt. Nr. 117, 04/2016.
- Schreibkurse in Eigenregie. In: Handbuch für Autorinnen und Autoren. ISBN 978-3-932522-16-1.
- Heute schon geschrieben? In: Federwelt. Nr. 104, 02/114.
- Ohne Autorenmarketing läuft nichts. In: Federwelt. Nr. 96, 10/2012.
- Die 42er Autoren und ihr Autorenkalender. In: Federwelt. Nr. 96, 10/2012.
- Lesen kann jeder. Autorenkalender 2013, 09/2012.
- Anschaulich schreiben. In: Federwelt. Nr. 92, 02/2012.
- Paula und ich. In: Federwelt. Nr. 88, 06/2011.
- Lesungen – Literatur im freien Fall. In: Federwelt. Nr. 75, 04/2009.
- Alles (er-)zählt! In: Federwelt. Nr. 72, 10/2008.

Radio
- Abgefahren. Radio-Kurzgeschichte, 2011 Bayern2, Sonntagsbeilage mit Michael Skasa
- Henriette Mandelkern und das Geheimnis der goldenen Nuss. Radio-Kurzgeschichte, 2009 Radio Arabella